# Verzeichniss der im Jahre 1838 am Saisang-nor und am Irtysch Gesammelten Pflanzen
Verzeichniss der im Jahre 1838 am Saisang-nor und am Irtysch Gesammelten Pflanzen (abreviado Verz. Saisang-nor Pfl.) es un libro con ilustraciones y descripciones botánicas que fue escrito por el botánico alemán que trabajó en San Petersburgo August Gustav Heinrich von Bongard. Fue publicado en San Petersburgo en el año 1841.